# Sanni Hakala
Sanni Hakala (* 31. Oktober 1997 in Jyväskylä) ist eine ehemalige finnische Eishockeyspielerin. Die Stürmerin war Mitglied der finnischen Eishockeynationalmannschaft und Kapitänin von HV71 in der schwedischen Frauenhockeyliga sowie Spielerin bei JYP Jyväskylä und Kärpät Oulu in der Naisten Liiga.

## Karriere
Während eines Saisonspiels der schwedischen Frauenliga SDHL zwischen HV71 und Djurgårdens IF am 24. November 2023 wurde sie durch einen Aufprall auf den Torpfosten nach einem Zweikampf schwerst verletzt und musste ihre Karriere beenden. Seither ist sie querschnittsgelähmt.

### International
Sanni Hakala nahm für Finnland an den U18-Weltmeisterschaften 2013, 2014 und 2015 teil. Beim Turnier 2013 war Hakala 15 Jahre alt, also etwa zwei Jahre jünger als die meisten anderen Spielerinnen. Bei der U18-WM 2015 war Hakala mit fünf Treffern Finnlands beste Torschützin. 2016 absolvierte sie ihre erste Frauenweltmeisterschaft, als sie die verletzte Emma Nuutinen ersetzte. Weitere Einsätze bei Weltmeisterschaften hatte sie 2017, 2019 und 2021. Dabei gewann sie 2017 die Bronzemedaille, 2019 die Silbermedaille (die erste Silbermedaille in der Geschichte des finnischen Fraueneishockeys) sowie 2021 erneut die Bronzemedaille. Darüber hinaus gehörte sie zweimal in ihrer Karriere zum finnischen Olympiakader und gewann bei den Olympischen Winterspielen 2018 und 2022 jeweils die olympische Bronzemedaille.
Hakala bestritt insgesamt 126 Länderspiele für die Frauennationalmannschaft und erzielte dabei 14 Tore und 5 Assists.

## Erfolge und Auszeichnungen
- 2016 Finnischer Meister mit JYP Naiset
- 2016 Emma-Laaksonen-Trophäe (Fair-Play-Preis der Naisten SM-sarja)
- 2017 Schwedischer Vizemeister mit HV71

### International
- 2017 Bronzemedaille bei der Weltmeisterschaft
- 2018 Bronzemedaille bei den Olympischen Winterspielen
- 2019 Silbermedaille bei der Weltmeisterschaft
- 2021 Bronzemedaille bei der Weltmeisterschaft
- 2022 Bronzemedaille bei den Olympischen Winterspielen

## Karrierestatistik
(Legende zur Spielerstatistik: Sp oder GP = absolvierte Spiele; T oder G = erzielte Tore; V oder A = erzielte Assists; Pkt oder Pts = erzielte Scorerpunkte; SM oder PIM = erhaltene Strafminuten; +/− = Plus/Minus-Bilanz; PP = erzielte Überzahltore; SH = erzielte Unterzahltore; GW = erzielte Siegtore; 1 Play-downs/Relegation; Kursiv: Statistik nicht vollständig)